# Cantón de Pau-Sur
El cantón de Pau-Sur era una división administrativa francesa, situada en el departamento de los Pirineos Atlánticos y la región Aquitania.

## Composición
El cantón incluía cuatro comunas y una parte de la ciudad de Pau:
- Aressy
- Assat
- Bizanos
- Meillon
- Pau (sur).

## Supresión del cantón de Pau-Sur
En aplicación del Decreto n.º 2014-248 de 25 de febrero de 2014, el cantón de Pau-sur fue suprimido el 22 de marzo de 2015 y sus cinco comunas pasaron a formar parte, tres al nuevo cantón de Ouzom, Gave y Orillas del Neez y dos al nuevo cantón de Pau-3.